# Sandy Vietze
Sandy Vietze (16 luglio 1993) è un allenatore di sci alpino ed ex sciatore alpino statunitense.

## Biografia
Attivo dal dicembre del 2008, in Nor-Am Cup Vietze ha esordito l'8 dicembre 2010 a Lake Louise in discesa libera (46º) e ha colto il primo podio il 4 gennaio 2017 a Stowe Mountain in slalom speciale (3º). Ha disputato un'unica gara in Coppa del Mondo, il 10 marzo 2019 a Kranjska Gora in slalom speciale senza completare la prova, e il 19 dicembre 2019 ha ottenuto a Nakiska in nella medesima specialità l'ultimo podio in Nor-Am Cup (2º); si è ritirato al termine della stagione 2020-2021 e la sua ultima gara è stata uno slalom speciale FIS disputato il 21 marzo a Whiteface Mountain. Non ha preso parte a rassegne olimpiche o iridate.
Dopo il ritiro è divenuto allenatore nei quadri della nazionale greca, seguendo in particolare l'ex compagno di squadra AJ Ginnis.

## Palmarès

### Nor-Am Cup
- Miglior piazzamento in classifica generale: 15º nel 2020
- 6 podi:
  - 3 secondi posti
  - 3 terzi posti

### Campionati statunitensi
- 1 medaglia:
  - 1 bronzo (slalom speciale nel 2019)